# Guacetiszal
A guacetiszal nem-szteroid típusú gyulladás elleni gyógyszer (NSAID) elsősorban akut ízületi gyulladás és más, fájdalommal és gyulladással járó enyhe szöveti rendellenességek valamint krónikus hörghurut ellen.
Bár a guacetiszal az acetilszalicilsav (és a gvajakol) észtere, biztonsággal használható acetilszalicilsav okozta asztma esetén.

## Hatásmód
A ciklooxigenáz(en) enzimet, ezáltal a prosztaglandinok előállítását gátolja. A ciklooxigenáz enzim alakítja az arachidonsavat gyűrűs endoperoxidokká(en), melyek a prosztaglandinok prekurzorai.
A prosztaglandin-szintézis gátlása magyarázza a guacetiszal fájdalomcsillapító, lázcsillapító és vérlemezke-összecsapzódást gátló hatását. Más mechanizmusok játszhatnak közre a gyulladás gátlásában.

## Készítmények
A nemzetközi gyógyszerkereskedelemben:
- Balsacetil
- Broncaspin
- Guaiaspir
- Guajabronc
- Prontomucil

Magyarországon nincs forgalomban.